# Kanton Montpellier-3
Kanton Montpellier-3 is een kanton van het Franse departement Hérault. Het kanton maakt deel uit van het arrondissement Montpellier.

## Gemeenten

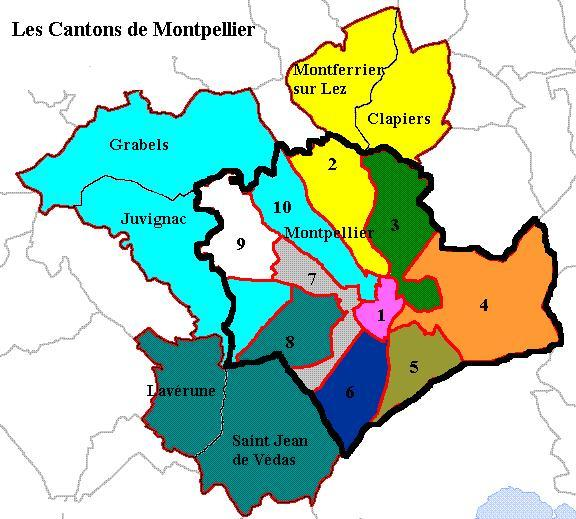
Kantons van Montpellier voor 2015

Het kanton Montpellier-3 omvatte tot 2014 de volgende wijken van de gemeente Montpellier:
- Antigone
- Parc à Ballons
- Mermoz
- Saint-Lazare
- Les Beaux-Arts
- Aiguelongue
- Justice
- Agropolis
- Mas de Calenda

Na de herindeling van de kantons bij decreet van 26 februari 2014,  met uitwerking op 22 maart 2015, omvat het kanton een oostelijk deel van Montpellier.